# Sanaz Marand
Sanaz Marand (* 21. Juni 1988) ist eine ehemalige US-amerikanische Tennisspielerin.

## Karriere
Marand, die mit fünf Jahren mit dem Tennisspielen begann, spielte überwiegend auf dem ITF Women’s Circuit. Auf ITF-Turnieren gewann sie in ihrer Karriere zwei Einzel- und 20 Doppeltitel.

## Turniersiege

### Einzel
| Nr. | Datum        | Turnier  | Kategorie   | Belag     | Finalgegnerin | Ergebnis |
| --- | ------------ | -------- | ----------- | --------- | ------------- | -------- |
| 1.  | 2. Juni 2013 | El Paso  | ITF $25.000 | Hartplatz | Naomi Ōsaka   | 6:4, 6:4 |
| 2.  | 2. Juli 2017 | Istanbul | ITF $15.000 | Sand      | Ayla Aksu     | 6:1, 6:4 |

### Doppel
| Nr. | Datum              | Turnier       | Kategorie   | Belag     | Partnerin                | Finalgegnerinnen                              | Ergebnis         |
| --- | ------------------ | ------------- | ----------- | --------- | ------------------------ | --------------------------------------------- | ---------------- |
| 1.  | 20. Juli 2008      | Atlanta       | ITF $10.000 | Hartplatz | Kristi Miller            | Whitney Jones Tiya Rolle                      | 6:2, 6:4         |
| 2.  | 27. Juni 2010      | Cleveland     | ITF $10.000 | Sand      | Caitlin Whoriskey        | Emily Harman Eleanor Peters                   | 6:4, 6:0         |
| 3.  | 10. Juni 2012      | El Paso       | ITF $25.000 | Hartplatz | Ashley Weinhold          | Fatma Al-Nabhani María Fernanda Álvarez Terán | 6:4, 6:3         |
| 4.  | 17. Juni 2012      | Bethany Beach | ITF $10.000 | Sand      | Jacqueline Cako          | Anastasia Kharchenko Nika Kuchartschuk        | 6:1, 6:2         |
| 5.  | 16. September 2012 | Redding       | ITF $25.000 | Hartplatz | Jacqueline Cako          | Macall Harkins Hsu Chieh-yu                   | 7:65, 7:5        |
| 6.  | 6. Juni 2014       | Brescia       | ITF $25.000 | Sand      | Florencia Molinero       | Louisa Chirico Asia Muhammad                  | 6:4, 4:6, [10:8] |
| 7.  | 21. Juni 2014      | Lenzerheide   | ITF $25.000 | Sand      | Louisa Chirico           | Jang Su-jeong Justyna Jegiołka                | 6:3, 6:4         |
| 8.  | 10. August 2014    | Landisville   | ITF $25.000 | Hartplatz | Jamie Loeb               | Lena Litvak Alexandra Mueller                 | 7:65, 6:1        |
| 9.  | 19. Oktober 2014   | Florence      | ITF $25.000 | Hartplatz | Jamie Loeb               | Danielle Lao Keri Wong                        | 6:3, 7:65        |
| 10. | 25. Januar 2015    | Daytona Beach | ITF $25.000 | Sand      | Jan Abaza                | Elise Mertens Arantxa Rus                     | 6:4, 3:6, [10:6] |
| 11. | 18. Juli 2015      | Stockton      | ITF $50.000 | Hartplatz | Jamie Loeb               | Kaitlyn Christian Danielle Lao                | 6:3, 6:4         |
| 12. | 27. September 2015 | Albuquerque   | ITF $75.000 | Hartplatz | Paula Cristina Gonçalves | Tamira Paszek Anna Tatischwili                | 4:6, 6:2, [10:3] |
| 13. | 11. Juni 2016      | Surbiton      | ITF $50.000 | Rasen     | Melanie Oudin            | Robin Anderson Alison Bai                     | 6:4, 7:5         |
| 14. | 11. März 2017      | Orlando       | ITF $15.000 | Sand      | Emina Bektas             | Chiara Scholl Marcela Zacarías                | 6:1, 6:3         |
| 15. | 14. April 2017     | Pelham        | ITF $25.000 | Sand      | Emina Bektas             | Amanda Carreras Tena Lukas                    | kampflos         |
| 16. | 23. April 2017     | Dothan        | ITF $60.000 | Sand      | Emina Bektas             | Kristie Ahn Lizette Cabrera                   | 6:3, 1:6, [10:2] |
| 17. | 13. Mai 2017       | Naples        | ITF $25.000 | Sand      | Emina Bektas             | Danielle Collins Taylor Townsend              | 7:61, 6:1        |
| 18. | 1. Juli 2017       | Istanbul      | ITF $15.000 | Sand      | Melis Sezer              | Ena Kajević İpek Öz                           | 6:2, 7:61        |
| 19. | 8. April 2018      | Jackson       | ITF $25.000 | Sand      | Whitney Osuigwe          | Gaia Sanesi Chanel Simmonds                   | 6:1, 6:3         |
| 20. | 27. Juli 2019      | Ashland       | ITF W60     | Hartplatz | Caitlin Whoriskey        | Vladica Babić Julia Rosenqvist                | 7:64, 6:4        |